# Blånering
Blånering eller svärtning är en metod för att delvis rostskydda stål genom att upphetta metallen och stryka på linolja. En djupt blå-svart yta erhålles, därav metodens namn. Ytskiktet uppkommer genom att ett tunt lager av järnoxiden magnetit (Fe3O4) bildas ovanpå materialet, vilket skyddar mot uppkomst av järnoxiden rödrost (Fe2O3). Färgen ses ofta som en tilltalande bonuseffekt med dekorativt värde.
Blånering kan vara en industriell eller hantverksmässig process. Blånering i dess egentliga form sker genom att man efter eventuell härdning hettar upp stålet till 300–500 °C[källa behövs] och låter det svalna i rumstemperatur. Detta kallas för anlöpning och görs för att få vissa önskade egenskaper av materialet. 
Bland annat gevärspipor och -mekanismer blåneras, men ofta faller denna blånering under en kategori av "falsk" blånering, då materialet kokas i så kallad blåneringsvätska enbart för att få den eftertraktade färgen, och ingen anlöpning sker.